# Hakarps kyrkby
Hakarp, eller Hakarps kyrkby är kyrkbyn i Hakarps socken i Jönköpings kommun och Jönköpings län, belägen cirka tre kilometer öster om Huskvarna.
Här återfinns Hakarps kyrka som tillhör Hakarps församling. Här fanns tidigare en kyrkskola. Dess verksamhet lades ned den 6 juni 1982 och köptes upp av Hakarps församling 1983. Den tidigare lärarbostaden såldes till privatpersoner. I byggnaden huserar idag förskolan Kyrkbackens förskola, en förskola med en kristen grund, som även har lokaler i centrala Huskvarna.
Mittemot skolan fanns en sockenstuga där de styrande i socknen sammanträdde.